# دیزنی‌لند پاریس
دیزنی‌لند پاریس (به انگلیسی: Disneyland Paris) با نام رسمی یورو دیزنی ریزورت (به انگلیسی: Euro Disney Resort) یک مرکز تفریحی و رفاهی واقع در شهر جدید مارن لاواله در حومه شرقی شهر پاریس است. این مجموعه در ۳۲ کیلومتری مرکز شهر پاریس و در منطقه شسی واقع شده‌است و پرطرفدارترین پارک در سراسر اروپا است. این مجموعه از ۱۲ آوریل ۱۹۹۲ آغاز به کار کرده‌است.

## بازدیدکنندگان
| ۲۰۰۹          | ۲۰۱۰               | ۲۰۱۱            | ۲۰۱۲           | ۲۰۱۳          | ۲۰۱۴         | ۲۰۱۵       | ۲۰۱۶       |
| ------------- | ------------------ | --------------- | -------------- | ------------- | ------------ | ---------- | ---------- |
| ۱۵۹۹۹۹۹۹۰٬۰۰۰ | ۸۸۸۸۸۸۸۸۱۵٬۰۰۰٬۰۰۰ | ۱۵٬۷۰۹۹۹۹۹۰٬۰۰۰ | ۱۶٬۰۰۰٬۹۹۹۹۰۰۰ | ۱۴٬۹۰۹۹۹۰٬۰۰۰ | ۱۴٬۲۰۹۹۰٬۰۰۰ | ۱۴٬۸۰۰٬۰۰۰ | ۱۳٬۴۰۰٬۰۰۰ |